# Efecto Moisés
Efecto Moisés, es un efecto físico que logra retraer un líquido diamagnético como el agua o el amoniaco por el rechazo de un intenso campo magnético. Así este líquido se desplaza de un lugar con fuerte campo magnético a otro con menor intensidad. Se descubrió en 1994 y lleva su nombre por el profeta Moisés, que se dice abrió las aguas del mar Rojo.

## Experimento
En 1994 la revista científica New Scientist informó del experimento que probaba el efecto. Dos físicos, Masakazu Iwasaka y Shogo Ueno, lograron dividir el agua en un laboratorio de la Universidad de Tokio, utilizando un inductor de alta potencia. Con ello desarrollaron un fuerte campo magnético de unos 50 Tesla, alrededor de un tubo horizontal de vidrio lleno parcialmente de agua, que obligaba al agua a su alrededor a desplazarse hacia los extremos del cilindro dejando un espacio seco entre el agua y el tubo horizontal de vidrio. Por ejemplo cuando aplicaron un campo magnético de 10 T, la superficie del agua se desplazó sobre 4 cm del centro del generador del campo.
También demostraron que ocurría un fenómeno contrario con una solución acuosa de sulfato de cobre.
El fenómeno se basa en un efecto diamagnético, es decir, la propiedad de algunos materiales para ser repelidos por un imán. Es el resultado de aplicar la ley de Lenz a la escala atómica. Siempre que varía el flujo magnético se muestra una inducción electromagnética que según la ley de Lenz se opone a la causa que la produce.
El experimento se ha reproducido posteriormente en otros experimentos.

## Aplicaciones
El laboratorio estadounidense Oak Ridge National Laboratory desarrolló un nuevo material basado en el polvo de vidrio con una propiedad notable de repeler el agua mejor que otro material natural. El material, con efecto hidrofóbico, hace que se acumule el agua a unas alturas artificiales creadas en la superficie del material a escala nanométrica. La superficie llamada superhidrófoba se recubre así siempre de una capa de aire, incluso sumergida en agua.